# Flaga Kijowa
Flaga Kijowa – jest to prostokątny płat tkaniny o barwie lazurowej. Na środku flagi umieszczony jest herb Kijowa, który przedstawia Michała Archanioła w białych szatach trzymającego w prawej ręce płonący miecz, a w lewej tarczę.
Flaga i herb zostały przyjęte uchwałą Rady Miasta Kijowa w roku 1995.